# Osiris (geslacht)
Osiris is een geslacht van vliesvleugelige insecten uit de familie bijen en hommels (Apidae)

## Soorten
- O. acutiventris Friese, 1930
- O. analis Friese, 1930
- O. angustipes Friese, 1930
- O. atriventris Friese, 1930
- O. barrocoloradensis Schwarz, 1934
- O. boliviensis Friese, 1930
- O. carinicollis Friese, 1930
- O. collaris Friese, 1930
- O. duckei Friese, 1930
- O. fasciatus (Radoszkowski, 1884)
- O. fulvicornis Friese, 1930
- O. guatemalensis Shanks, 1986
- O. latitarsis Friese, 1930
- O. longiceps Friese, 1930
- O. longipes Friese, 1930
- O. marginatus Cresson, 1878
- O. maurus Shanks, 1986
- O. melanothrix Shanks, 1986
- O. mexicanus Cresson, 1878
- O. mourei Michener, 1954
- O. nigrocinctus Friese, 1930
- O. notaticollis Friese, 1930

- O. opsionomus Shanks, 1987
- O. pallidus Smith, 1854
- O. panamensis Cockerell, 1919
- O. paraensis Friese, 1930
- O. paraguayensis Bertoni, 1918
- O. semiatratus Shanks, 1987
- O. stenolobus Shanks, 1986
- O. tarsatus Smith, 1879
- O. variegatus Smith, 1854